# Horst Brandt (Gewerkschafter)
Horst Brandt (* 24. Januar 1928 in Dietzhausen) ist ein ehemaliger deutscher Gewerkschafter. Er war Vorsitzender des Bezirksvorstandes Suhl des Freien Deutschen Gewerkschaftsbundes (FDGB).

## Leben
Brandt, Sohn einer Arbeiterfamilie, besuchte die Volksschule, absolvierte eine Lehre zum  Werkzeugmacher und arbeitete anschließend in diesem Beruf. 1948 trat er dem FDGB und der SED bei. Von 1949 bis 1951 war er Instrukteur des Gebietsvorstandes Suhl der IG Metall, 1951/52 stellvertretender Abteilungsleiter im Zentralvorstand der IG Metall. Von 1953 bis 1955 fungierte er als Vorsitzender des Bezirksvorstandes Suhl der IG Metall. Zwischen 1955 und 1958 absolvierte er ein Studium an der Parteihochschule „Karl Marx“, das er als Diplom-Gesellschaftswissenschaftler abschloss. Von 1958 bis 1962 war er erneut Vorsitzender des Bezirksvorstandes der IG Metall Suhl. Von 1962 bis 1968 wirkte er als Sekretär bzw. als stellvertretender Vorsitzender des FDGB-Bezirksvorstandes Suhl. Von 1968 bis 1989 war er schließlich Vorsitzender des FDGB-Bezirksvorstandes Suhl. Von 1971 bis 1989 gehörte er als Mitglied auch dem FDGB-Bundesvorstand an. 
Von 1958 bis 1989 war er auch Mitglied der SED-Bezirksleitung Suhl, von 1968 bis 1989 zusätzlich Mitglied des Sekretariats der Bezirksleitung. Ab November 1971 war Brandt auch Abgeordneter des Bezirkstages Suhl.

## Auszeichnungen
- 1973: Fritz-Heckert-Medaille in Gold
- 1974: Vaterländischer Verdienstorden in Silber
- 1977: Artur-Becker-Medaille in Gold
- 1978: Orden Banner der Arbeit Stufe I
- 1988: Orden Stern der Völkerfreundschaft in Gold